# Emmanuel Thibault
Pour les articles homonymes, voir Thibault.
 (octobre 2022).
Si vous disposez d'ouvrages ou d'articles de référence ou si vous connaissez des sites web de qualité traitant du thème abordé ici, merci de compléter l'article en donnant les références utiles à sa vérifiabilité et en les liant à la section « Notes et références ».
Emmanuel Thibault (né Emmanuel Conjat le 9 décembre 1974) est un danseur français.

## Biographie
Élève de Max Bozzoni, Emmanuel Thibault fait ses études à l'école du Ballet de l'Opéra de Paris à partir de 1984. Rejoignant l'Opéra de Paris à l'âge de quinze ans, il devient alors l'élève de Noëlla Pontois, avec laquelle il continue de travailler ses rôles aujourd'hui. Promu au rang de sujet à dix-sept ans, il est nommé premier danseur à l'issue du concours interne de promotion le 23 décembre 2004 (avec une variation imposée tirée du Lac des Cygnes).
Réputé autant pour la qualité de sa pantomime et de son jeu scénique que pour l'excellence de son petit et grand allegro, maître de l'épaulement, Emmanuel Thibault est souvent décrit tant en France qu'à l'étranger comme l'un des émissaires les plus remarquables de la grande école française ; il est notamment très apprécié en Angleterre[réf. nécessaire]. Depuis 2004, il collabore étroitement avec Myriam Ould-Braham, première danseuse de l'Opéra de Paris, et se produit avec elle en de nombreux galas.
En 1990, il remporte la médaille d'argent du Concours international de danse de Paris et, un an plus tard, le trophée d'Or du Concours Eurovision des Jeunes Danseurs à Helsinki. Il reçoit le Prix Espoir de l'AROP et la médaille d'argent au Concours international de ballet de Varna en 1994, puis le Prix de l'AROP et 2002. Enfin, il est récompensé pour son travail avec Myriam Ould-Braham par le Prix Léonide Massine, en 2005.
Pour l'Inoue Ballet Foundation (Tokyo) il danse le rôle du Prince Désiré dans La Belle au Bois Dormant en 2007, puis le rôle de Basilio dans Don Quichotte et en 2010 le rôle de Frantz dans Coppélia.
En juin 2009, il retrouve enfin à l'Opéra de Paris - trois ans après Basilio dans Don Quichotte - un rôle de premier plan avec Colas, dans La Fille mal gardée (Frederick Ashton), rôle qu'il reprend à Moscou pour le Ballet du théâtre Bolchoï le 10 juin 2010.
En 2017, il fait ses adieux à la scène de l'Opéra de Paris.

## Répertoire
- Les Quatre Saisons : le Faune[4]
- Le Spectre de la rose : le Spectre
- Le Songe d'une nuit d'été : Puck
- Paquita : pas de trois
- La Bayadère : l'Idole dorée
- Le Lac des cygnes : pas de trois, danse napolitaine
- La Belle au bois dormant : Princé Désiré, l'Oiseau Bleu
- Giselle : pas de deux des vendangeurs
- Le Papillon : pas de deux
- La Sylphide : pas de deux des Écossais
- Roméo et Juliette : Mercutio[5]
- Don Quichotte : Basilio, le Gitan
- Casse-Noisette : Fritz
- The Concert : l'Étudiant
- Cendrillon : la Marâtre, le Maître à danser
- La Fille mal gardée : Colas (Opéra de Paris, Ballet du théâtre Bolchoï)
- Coppelia : Frantz (Inoue Ballet Foundation)
- Le Fils Prodigue : le Fils
- La Source : Zaël

## Filmographie
- Serge Peretti, le dernier des Italiens, film de Dominique Delouche (Le Tambourin)
- Paquita, avec Agnès Letestu, José Martinez, Karl Paquette et les danseurs de l'Opéra de Paris
- Le Lac des cygnes, avec Agnès Letestu, José Martinez, Karl Paquette et les danseurs de l'Opéra de Paris
- Joyaux, avec Marie-Agnès Gillot, Mathieu Ganio, Eleonora Abbagnato et les danseurs de l'Opéra de Paris
- Giselle, avec Laëtitia Pujol, Nicolas Le Riche, Marie-Agnès Gillot, Wilfried Romoli et les danseurs de l'Opéra de Paris

## Décorations
- Officier de l'ordre des Arts et des Lettres Il a été élevé au grade d’officier par l’arrêté du 25 septembre 2017[6].